# Shorttrack op de Olympische Winterspelen 2022 - Relay mannen
De 5000 meter relay voor mannen tijdens de Olympische Winterspelen 2022 vond plaats op vrijdag 11 en woensdag 16 februari 2022 in het Capital Indoor Stadium in Peking. Regerend olympisch kampioen was Hongarije met shorttrackers Shaoang Liu, Shaolin Sándor Liu, Viktor Knoch en Csaba Burján.

## Tijdschema
| Datum                | Lokale tijd | MET   | Ronde         |
| -------------------- | ----------- | ----- | ------------- |
| vrijdag 11 februari  | 20:04       | 13:04 | Halve finales |
| woensdag 16 februari | 20:32       | 13:32 | Finales       |

## Uitslag
Legenda:
- ADV = Advance (toevoeging)
- DNF = Did Not Finish
- DNS = Did Not Start
- OR = Olympisch record
- PEN = Penalty
- Q = Directe kwalificatie voor de volgende ronde
- QB = Kwalificatie voor de B-finale (alleen in de halve finales)
- q = Kwalificatie beste twee derde plaatsen (alleen in de kwartfinales)

### Halve finales
Halve finale 1
| # | Naam                                                          | Land   | Tijd     | Opm. |
| - | ------------------------------------------------------------- | ------ | -------- | ---- |
| 1 | Charles Hamelin Maxime Laoun Steven Dubois Pascal Dion        | Canada | 6:38,752 | Q    |
| 2 | Pietro Sighel Yuri Confortola Tommaso Dotti Andrea Cassinelli | Italië | 6:38,899 | Q    |
| 3 | Kazuki Yoshinaga Shōgo Miyata Kota Kikuchi Katsunori Koike    | Japan  | 6:40,446 | QB   |
| 4 | Wu Dajing Ren Ziwei Sun Long Li Wenlong                       | China  | 6:51,040 | ADV  |

Halve finale 2
| # | Naam                                                                  | Land            | Tijd     | Opm. |
| - | --------------------------------------------------------------------- | --------------- | -------- | ---- |
| 1 | Lee June-seo Kim Dong-wook Hwang Dae-heon Kwak Yoon-gy                | Zuid-Korea      | 6:37,879 | Q    |
| 2 | Semjon Jelistratov Konstantin Ivlijev Pavel Sitnikov Denis Ajrapetjan | Russische ploeg | 6:37,925 | Q    |
| 3 | Itzhak de Laat Sjinkie Knegt Sven Roes Jens van 't Wout               | Nederland       | 6:37,927 | QB   |
| 4 | Shaoang Liu Shaolin Sándor Liu John-Henry Krueger Bence Nogradi       | Hongarije       | 6:45,172 | QB   |

### Finale

#### B-finale
| # | Naam                                                            | Land      | Tijd     | Opm. |
| - | --------------------------------------------------------------- | --------- | -------- | ---- |
| 6 | Shaoang Liu Shaolin Sándor Liu John-Henry Krueger Bence Nogradi | Hongarije | 6:39,713 |      |
| 7 | Itzhak de Laat Sjinkie Knegt Sven Roes Jens van 't Wout         | Nederland | 6:39,780 |      |
| 8 | Kazuki Yoshinaga Shōgo Miyata Kota Kikuchi Katsunori Koike      | Japan     | 6:40,545 |      |

#### A-Finale
| #      | Naam                                                                  | Land            | Tijd     | Opm. |
| ------ | --------------------------------------------------------------------- | --------------- | -------- | ---- |
| Goud   | Charles Hamelin Steven Dubois Jordan Pierre-Gilles Pascal Dion        | Canada          | 6:41,257 |      |
| Zilver | Lee June-seo Hwang Dae-heon Kwak Yoon-gy Park Jang-hyuk               | Zuid-Korea      | 6:41,679 |      |
| Brons  | Pietro Sighel Yuri Confortola Tommaso Dotti Andrea Cassinelli         | Italië          | 6:43,431 |      |
| 4      | Semjon Jelistratov Konstantin Ivlijev Pavel Sitnikov Denis Ajrapetjan | Russische ploeg | 6:43,440 |      |
| 5      | Wu Dajing Ren Ziwei Sun Long Li Wenlong                               | China           | 6:51,654 |      |